# Squadra Speciale Stoccarda
Squadra Speciale Stoccarda (SOKO Stuttgart) è una serie televisiva tedesca di genere poliziesco, settimo spin-off della serie SOKO 5113, in onda dal 12 novembre 2009 su ZDF.
In Italia è trasmessa dal 18 giugno 2011 su Rai 2.

## Trama
La Squadra Speciale della polizia di Stoccarda è formata da sette persone, ognuna con particolari conoscenze e competenze, che rendono impossibile per un crimine (specialmente un omicidio), per quanto ben congegnato, restare irrisolto.

## Personaggi e interpreti
- Michael Kaiser (stagioni 1-in corso), interpretato da Karl Kranzkowski.
È il coordinatore e responsabile della polizia e il diretto superiore della squadra, con cui è in stretto contatto.
- Martina Seiffert (stagioni 1-in corso), interpretata da Astrid M. Fünderich.
Il commissario capo della squadra, ha un forte senso di responsabilità.
- Joachim "Jo" Stoll (stagioni 1-in corso), interpretato da Peter Ketnath.
È un detective impulsivo che prende le decisioni basandosi sul proprio istinto. Va d'accordo con il capo, sia professionalmente, sia come persona.
- Rico Sander (stagioni 1-in corso), interpretato da Benjamin Strecker.
L'ispettore capo, è un uomo ambizioso e intelligente, ma anche introverso e timido.
- Jan Arnaud (stagioni 1-in corso), interpretato da Mike Zaka Sommerfeldt.
È il capo dell'ufficio forense.
- Prof. Lisa Wolter (stagioni 1-in corso), interpretata da Eva Maria Bayerwaltes.
È il medico legale.
- Friedemann Sonntag (stagioni 1-in corso), interpretato da Christian Pätzold.
- Karl-Heinz "Schrotti" Schrothmann (stagioni 1-in corso), interpretato da Michael Gaedt.
- Anna Badosi (stagioni 1-4), interpretata da Nina-Friederike Gnädig.
Detective commissario capo, ha studiato criminologia e psicologia. All'inizio della quarta stagione lascia la squadra.
- Cornelia "Nelly" Kienzle (stagioni 4-5), interpretata da Sylta Fee Wegmann.
Energica e coraggiosa, ha lavorato in coppia con Rico Sander. Nella quinta stagione si trasferisce a Berlino nella polizia giudiziaria.
- Selma Kirsch (stagione 5), interpretata da Yvonne Burbach.
Detective sovrintendente, è cresciuta in una famiglia della classe media. Ha deciso di entrare nella polizia e interrompere gli studi umanistici dopo aver assistito a un'aggressione brutale.

## Produzione
La serie è prodotta da Bavaria Film e girata a Stoccarda, in Germania. Le musiche sono composte da Günther Illi e Peter Gromer.

## Episodi
| Stagione                 | Episodi | Prima TV Germania | Prima TV Italia |
| ------------------------ | ------- | ----------------- | --------------- |
| Prima stagione           | 20      | 2009-2010         | 2011-2012       |
| Seconda stagione         | 25      | 2010-2011         | 2012-2013       |
| Terza stagione           | 25      | 2011-2012         | 2014-2016       |
| Quarta stagione          | 25      | 2012-2013         | 2016-2017       |
| SOKO - Der Prozess       | 1       | 2013              | inedito         |
| Quinta stagione          | 24      | 2013-2014         | 2017-2018       |
| Sesta stagione           | 22      | 2014-2015         | 2018-2019       |
| Settima stagione         | 23      | 2015-2016         | 2020            |
| Ottava stagione          | 25      | 2016-2017         | 2020-2023       |
| Nona stagione            | 30      | 2017-2018         | 2024-2025       |
| Decima stagione          | 25      | 2018-2019         | 2025            |
| Undicesima stagione      | 25      | 2019-2020         | inedite         |
| Dodicesima stagione      | 22      | 2020-2021         | inedite         |
| Tredicesima stagione     | 26      | 2021-2022         | inedite         |
| Quattordicesima stagione | 24      | 2022-2023         | inedite         |